# 利奇菲爾德 (緬因州)
利奇菲爾德（英語：Litchfield）是一個位於美國緬因州肯納貝克縣的市鎮。

## 人口
根據2020年美國人口普查的數據，利奇菲爾德的面積為102.72平方千米，當中陸地面積為96.97平方千米，而水域面積為5.75平方千米。當地共有人口3586人，而人口密度為每平方千米35人。